# 杏鮑菇
杏鮑菇（學名：Pleurotus eryngii），又稱刺芹側耳，是生長於、中東和北非，但也在亞洲部分地區生長的食用性菇類。在英文裡，這種菇類俗稱大王小號菇（king trumpet mushroom）、法國號菇（french horn mushroom）和大王平菇（king oyster mushroom）；日文又稱エリンギ（eringi）。
杏鮑菇屬於側耳屬的最大一個種，這個屬還有另一個食用菇：平菇（Pleurotus ostreatus）。杏鮑菇
擁有厚的白色肉質菌柄，和小型棕褐色的菌傘（在較年輕時期）。未烹調前，會散發出淡淡的香氣。烹調後會散發出典型的菇鮮味，並且質地類似於鮑魚。
杏鮑菇的有效栽種技術，在1993年時，引進到日本，變成了烹調時的普遍使用食材，並且變成一個商業栽培菇類，銷售到澳洲。1996年農業試驗所彭金騰利用雜交培育新品種，以此申請專利命名為杏鮑菇，目前傘小柄大的改良品種為台灣的杏鮑菇，而非原造型的帝王菇（king oyster mushroom）。
杏鮑菇因其有杏仁般的香氣以及近似鮑魚的口感而得名。其拉丁文種名來源，是由於此菇主要是寄生在Eryngium campestre或刺芹屬的植物上面。

## 烹調方法
杏鮑菇是煮齋菜的一味好材料。可以先用人造牛油或橄欖油爆香洋蔥，再把切成片的菇伴在一起炒。加入青瓜及燈籠椒的話，風味更佳。待所有材料都炒熟，就可以上碟。另一方面，把煮好的菇沾點蠔油來吃也不錯。
另外，杏鮑菇也常用作肉類的代替品，例如：利用煮宮保雞丁的方法去煮杏鮑菇，就變成了“宮保杏鮑菇”，同樣美味；又或把杏鮑菇切厚片，也可以像肉類一樣用來串燒。
在台灣，常見於路邊攤販以油炸杏鮑菇沾胡椒粉方式販賣，是一種大眾小吃。自從素食風氣增加後，杏鮑菇成為素食者替代肉類產品的必備食材，比如將杏鮑菇油炸來模仿炸雞。